# Margarethenstraße 34 (Mönchengladbach)

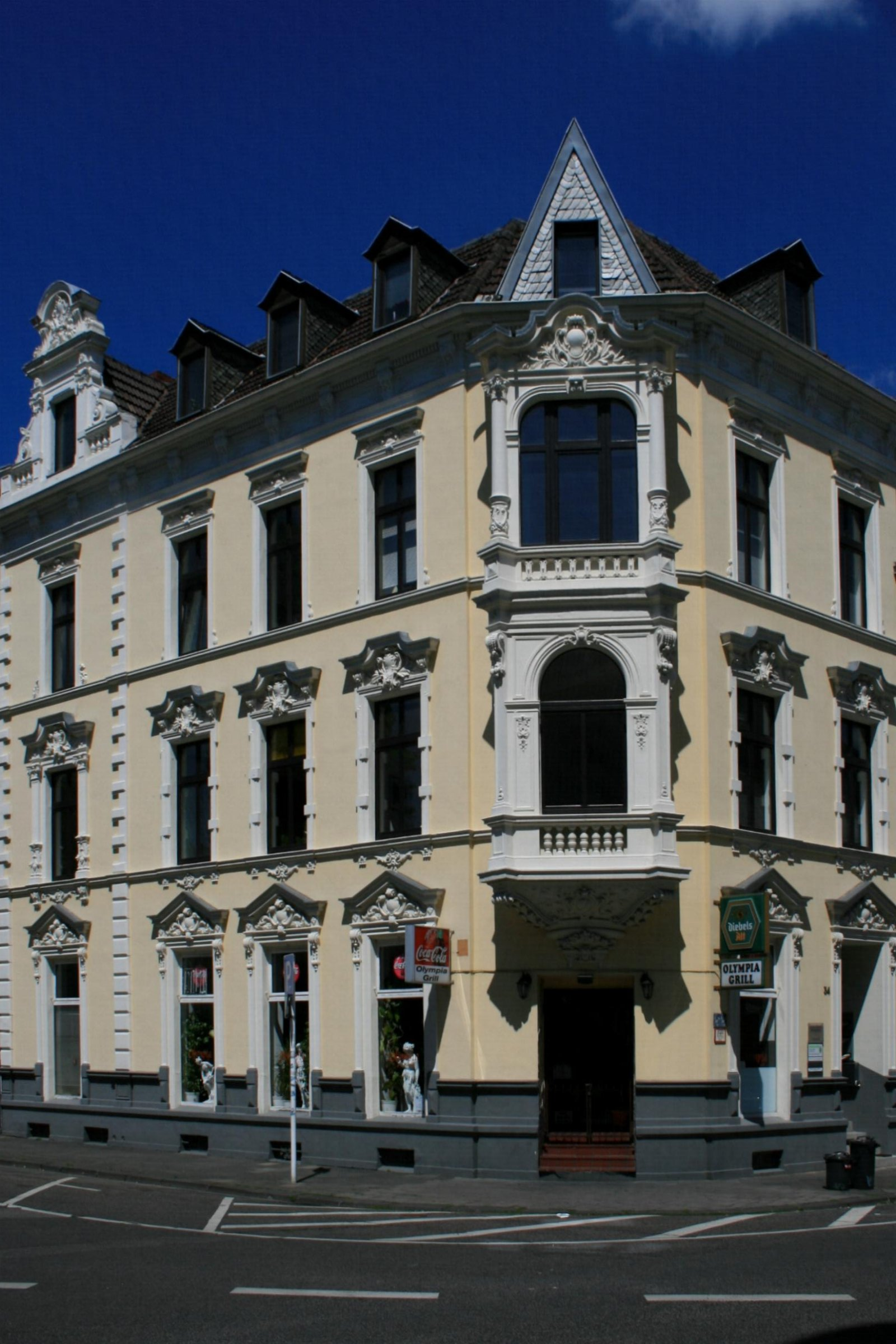
Wohngeschäftshaus (2010)

Das Wohngeschäftshaus Margarethenstraße 34 steht  im Stadtteil Eicken in Mönchengladbach (Nordrhein-Westfalen).
Das Gebäude wurde um die Jahrhundertwende erbaut. Es wurde unter Nr. M 006 am 4. Dezember 1984 in die Denkmalliste der Stadt Mönchengladbach eingetragen.

## Lage
Die Margarethenstraße liegt im Stadtteil Eicken am Schillerplatz an der Ecke Margarethenstraße/Humboldtstraße.

## Architektur
Bei dem Objekt handelt es sich um ein dreigeschossiges Eckgebäude mit vier Fenstern zum Schillerplatz und zwei Fenstern mit Wohnungseingang zur Margarethenstraße. Baujahr Anfang des 20. Jahrhunderts. Das Dach hat die Form eines Mansarddaches mit vier Dachgauben.